# Флаг Правдинского
Флаг Пра́вдинского — официальный символ городского поселения Правдинский Пушкинского муниципального района Московской области Российской Федерации.
Флаг утверждён 25 июня 2008 года и внесён в Государственный геральдический регистр Российской Федерации под номером 4253.
Флаг городского поселения Правдинский составлен на основании герба по правилам и традициям вексиллологии и отражает исторические, культурные, социально-экономические, национальные и иные местные традиции.

## Описание
«Прямоугольное белое полотнище с отношением ширины к длине 2:3, несущее вдоль нижнего края красную полосу в 3/10 ширины полотнища, на которой воспроизведена жёлтая братина, а на основной, белой части вплотную к полосе — зелёное изображение ели».

## Обоснование символики
Истоки городского поселения Правдинский непосредственно связаны с возникновением села Братовщина и деревни Костино, история которых насчитывает несколько столетий.
Согласно народному преданию первыми жителями в этих местах были братья — выходцы из южных славянских земель, облюбовавшие место на берегу лесной речки Скаубы (ныне Скалба). Возникшая община быстро росла, и царила между людьми любовь и дружба, брат стоял за брата, друг за друга. От этой братской общины и возникло село Братошино, позднее переименованное в Братовщину. Изображённая на флаге братина — чаша для всей братии аллегорически символизирует название древнейшего населённого пункта поселения, напоминая о народном предании.
Братина — традиционный символ дружбы, доверия, уважения, единства.
Символика ели на флаге поселения многозначна:
— изображение ели традиционно в символике мебельной промышленности — в посёлке Правдинский работает крупная мебельная фабрика, ныне — ООО «Сторосс»;
— ель как символ долголетия, благополучия, «дерево жизни» символизирует живописную природу поселения Правдинский, описанную в произведениях М. Забелина, М. Салтыкова-Щедрина, К. Паустовского. Благодаря благоприятным природным условиям здесь был создан Зелёный городок, несколько лучших санаториев и курортов Подмосковья;
— дерево — материал для изготовления бумаги, и на флаге поселения ель указывает на расположенный здесь Центральный научно-исследовательский институт бумаги (ЦНИИб).
Полоса вдоль нижнего края полотнища (геральдическая оконечность) — символ основы, фундамента, опоры. Оконечность, обременённая братиной и из которой произрастает ель символизирует связь времён, историческое развитие земель, вошедших в состав поселения.
Жёлтый цвет (золото) — символ урожая, богатства, стабильности.
Белый цвет (серебро) — символ чистоты, совершенства, мира и взаимопонимания.
Зелёный цвет — символ природы, здоровья, молодости, жизненного роста.
Красный цвет — аллегория современного названия поселения, связанного с эпохой Советского государства: посёлок получил название в честь газеты «Правда». Красный цвет — символ силы, мужества, трудолюбия красоты и праздника.